# Windows Aero
Windows Aero je strojno pospešen grafični uporabniški vmesnik, ki se je prvič pojavil v operacijskem sistemu Windows Vista. Ime je okrajšava za Authentic, Energetic, Reflective and Open (avtentičen, energičen, odsevajoč in odprt). Aero je v sistem Windows vpeljal prenovljen videz vmesnika "Aero Glass", postavitev nekaterih elementov in oken, animacije, kot tudi slogovne spremembe jezika, uporabljanega v sistemu.
Windows Aero je bil v uporabi v sistemih Windows Vista in Windows 7. Leta 2012, z razvojem sistemov Windows 8 in Windows Server 2012, je bil Aero zamenjan z novim Microsoftovim vmesnikom "Metro".

## Podobnosti z Mac OS X
Med drugimi je Paul Thurrott, urednik časopisa Windows IT Pro Magazine, omenil veliko podobnosti med Aerom in Aqua. Po njegovem bi, če bi lahko videli izvorno kodo, bilo podobnosti z Mac OS X težko prezreti. John Rizzo je v članku eWeek napisal, »Kot je videti, je Microsoft prevzel veliko lastnosti Mac OS X, od vmesnika do delovanja programov. Celo nekatere ikone so presenetljivo podobne tistim v 'Tigru' (Mac OS X 10.4).«

## Primerjava z Compiz Fusion in Beryl
Podobno, kot naj bi Microsoft prevzel veliko lastnosti Mac OS X, naj bi jih prevzel tudi iz namizij Compiz Fusion in Beryl za Linux. Govorice o tem so se pojavile že pred prvo pregledno izdajo Viste. Vendar namizji Compiz Fusion in Beryl v nasprotju z Aerom ne potrebujeta tako zmogljivega računalnika (vsaj grafična kartica s 3D pospeševanjem in najmanj 32 MB grafičnega oz. 512 MB sistemskega spomina).

## Zahteve
Računalnik, ki dosega ali presega naslednje zahteve, dobi oznako Vista Premium Ready in je sposoben poganjati Windows Aero:
- 1 GHz 32-bitni (x86) ali 64-bitni (x64) procesor
- 1 GB sistemskega pomnilnika
- z DirectX 9 združljiva grafična kartica z gonilnikom Windows Display Driver Model (WDDM) in najmanj 128 MB video pomnilnika
- 40 GB trdi disk s 15 GB prostega prostora
- pogon DVD-ROM
- zvočni izhod in dostop do interneta

Minimalne zahteve vključujejo grafične kartice Radeon 9500 proizvajalca ATI Technologies oziroma GeForce FX proizvajalca NVIDIA.